# Archipel de Grand Manan
Pour les articles homonymes, voir Grand Manan.
L'archipel de Grand Manan est situé à l'extrême sud-ouest de la province canadienne du Nouveau-Brunswick. Les deux principales îles sont l'île de Grand Manan et l'île White Head. L'archipel fait partie du comté de Charlotte et est compris dans les limites de la paroisse de Grand Manan. La paroisse comprend le village de Grand Manan et le DSL de White Head Island.